# Dagmar av Böhmen
Margaretha Dragomir, Margareta Dagmar, Margrethe Dagmar eller Dagmar var drottning av Danmark och prinsessa av Böhmen, född i kungaborgen Vyšehrad i Prag i slutet av 1100-talet och död den 24 maj 1212 i borgen Riberhus i Ribe. Hon gifte sig med Valdemar Sejr 1205, då hon också flyttade till Danmark.

## Biografi
Dagmar var dotter till kung Ottokar I av Böhmen av ätten Przemysliderna och drottning Adelheid, prinsessa av Meissen. Äktenskapet mellan henne och Valdemar Sejr var tänkt som ett band eller förening mellan danskar och slaver i ett storrike. Det hänger också samman med att Valdemar Sejr även var kung över venderna i norra Tyskland (i nuvarande Mecklenburg-Vorpommern och Pommern), sedan han erövrat landområden där.
Dagmar kom till en erkänd och välomskriven kung i Europa. Hans far Valdemar den store och ärkebiskop Absalon hade fått Valdemar den stores far Knut Lavard korad som helgon. De poängterade Valdemar Sejrs status som "kung av Guds nåde" och därmed även kristendomens allt större roll i Danmark.
Drottning Dagmar har av eftervärlden blivit sägenomspunnen och omskriven i en legend och folkvisa (folkvisan Drottning Dagmars död), där hon tillskrivs godhet. Enligt folkvisan dog hon på borgen Riberhus i Ribe. Hon begravdes i Sankt Bendts Kirke i Ringsted på Själland.
Hon födde 1209 sonen Valdemar, 1209-1231 (danska: Valdemar den Unge, "Valdemar den yngre").

## Galleri

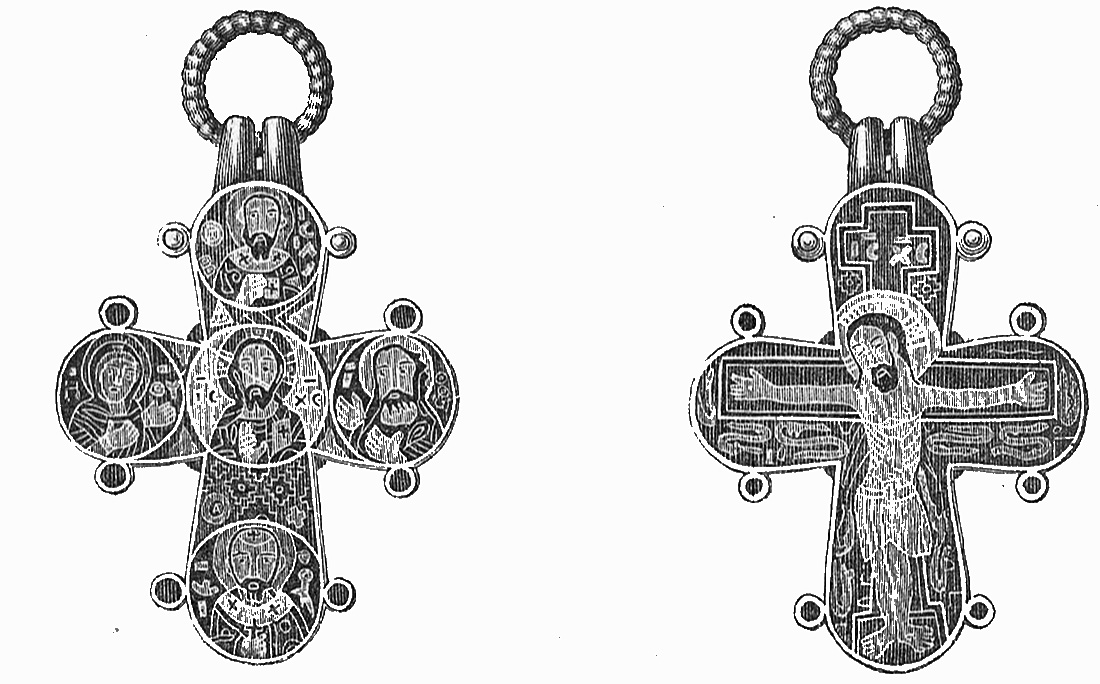
En teckning av ett kors, det så kallade Dagmarskorset, som 1683 hittades i drottning Dagmars grav i Sankt Bendts Kirke i Ringsted
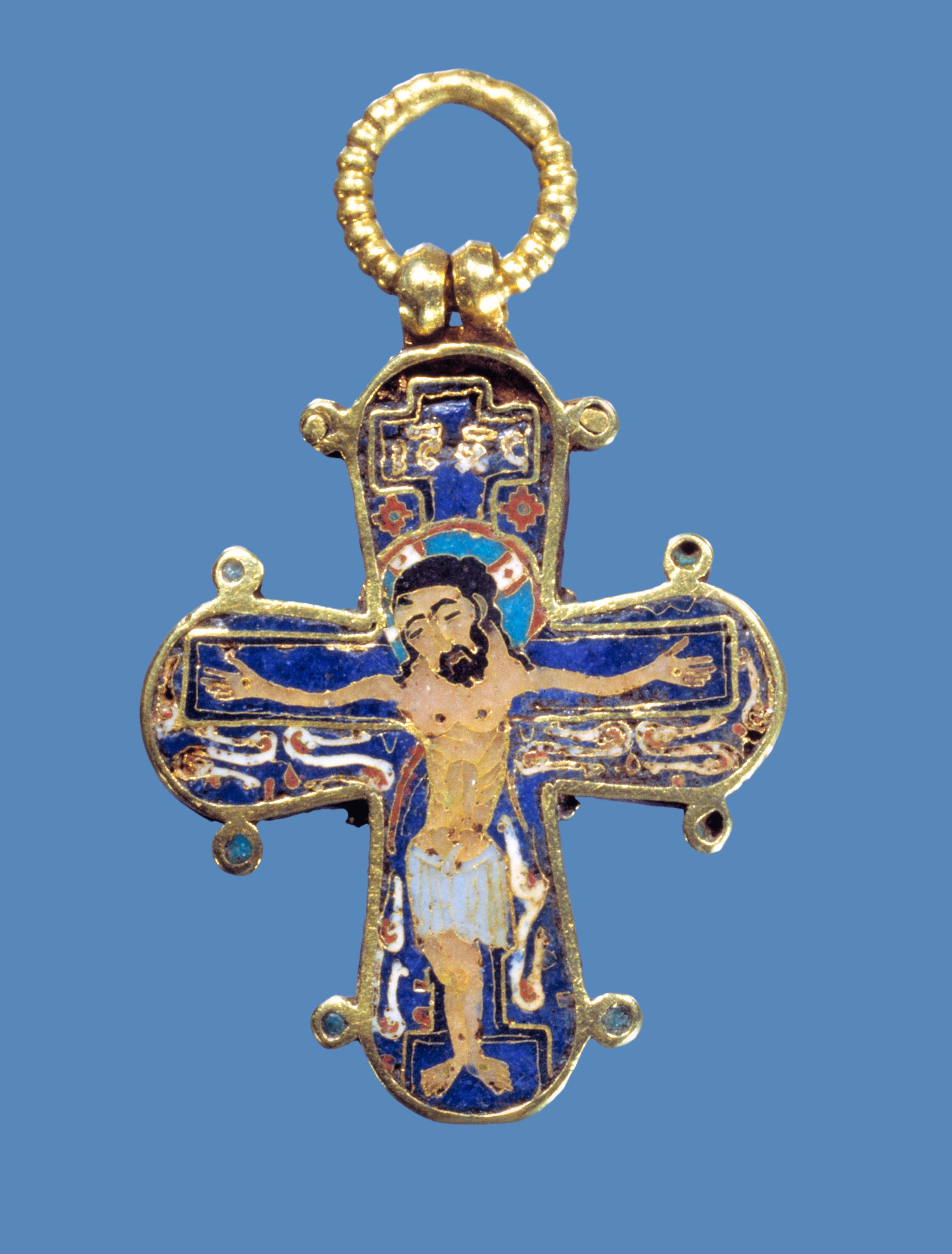
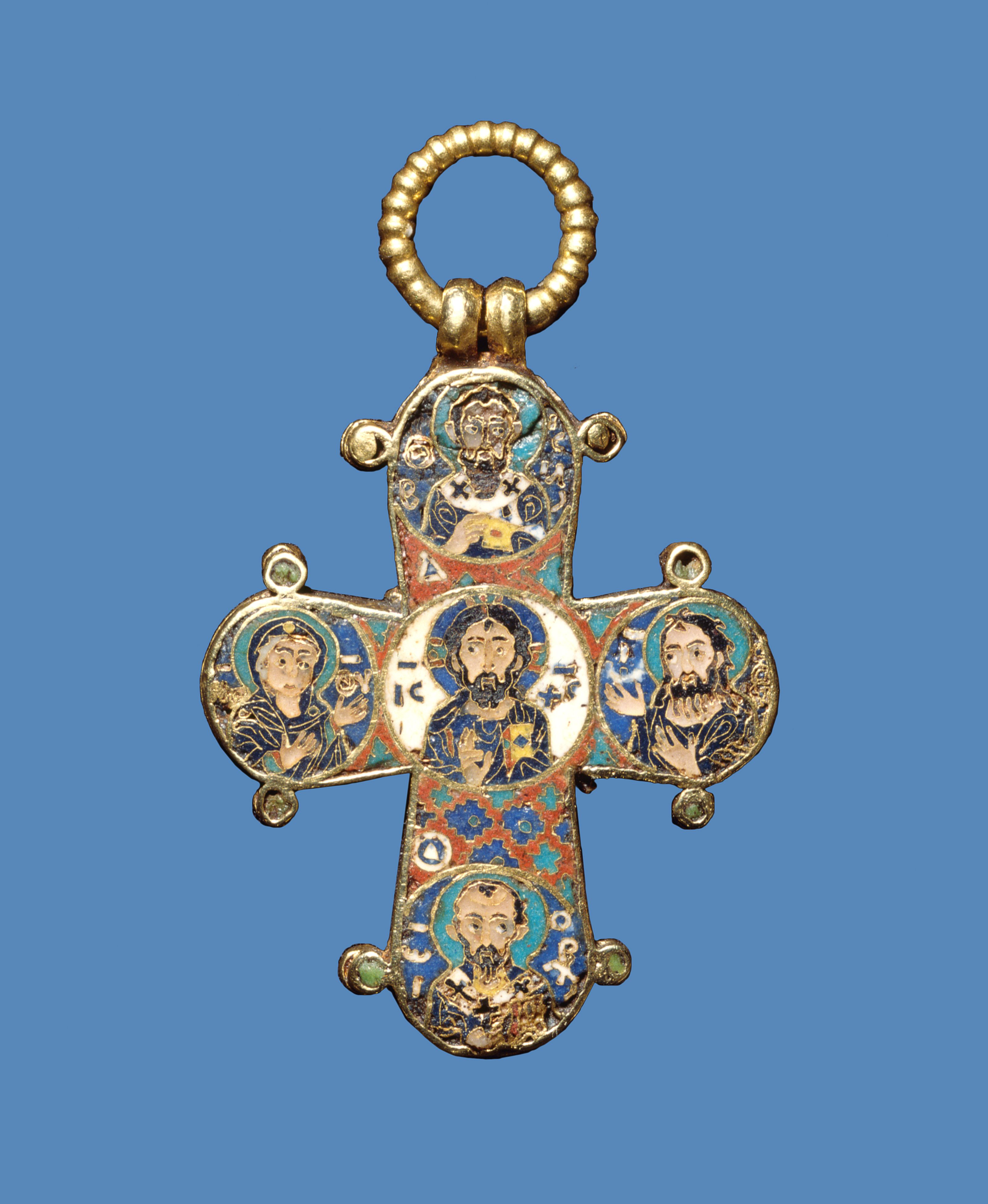